# Samuíl Samosúd
Samuíl Abrámovich Samosud (en ruso: Самуи́л Абра́мович Самосу́д) (Tiflis, Georgia, 14 de mayo de 1884 - Moscú, 6 de noviembre de 1964) fue un director de orquesta soviético y ruso, galardonado como Artista del pueblo de la URSS.

## Biografía
Samuíl Abrámovich Samosud nació en Tiflis (Georgia) el 14 de mayo de 1884. Comenzó su carrera musical en el violonchelo, antes de dirigir en el Teatro Mariinski de Petrogrado en 1917. De 1918 a 1936, dirigió en el Maly Óperny de Leningrado. En 1936, se convirtió en director musical en el Teatro Bolshói, de Moscú. Fundó lo que se convirtió en la Orquesta Filarmónica de Moscú en 1951. Estrenó varias obras importantes, entre ellas Lady Macbeth de Mtsensk, La nariz y la Sinfonía Leningrado de Dmitri Shostakóvich y Guerra y paz de Serguéi Prokófiev. Shostakóvich «tenía una alta opinión» de las representaciones teatrales de Samosud y lo consideraba «el intérprete supremo» de las obras operísticas, incluida Lady Macbeth. No obstante, después de que Samosud estrenara la Sinfonía Leningrado, el compositor escribió que quería escuchar a Yevgueni Mravinski interpretar la sinfonía, ya que no «tenía mucha fe en Samosud como director sinfónico».
Falleció el 6 de noviembre de 1964 en Moscú.